# 阿尔布拉铁路
阿尔布拉铁路是一条位于瑞士境内的单线米轨铁路，属于雷蒂卡铁路的一部分，连接了瑞士南部格劳宾登州的图西斯和圣莫里茨。1898年开工建设，1904年完工。全长67公里，其中包括42条隧道和封闭式地道以及144座高架桥和桥梁。火车沿途景色秀丽。2008年被列入世界文化遗产。

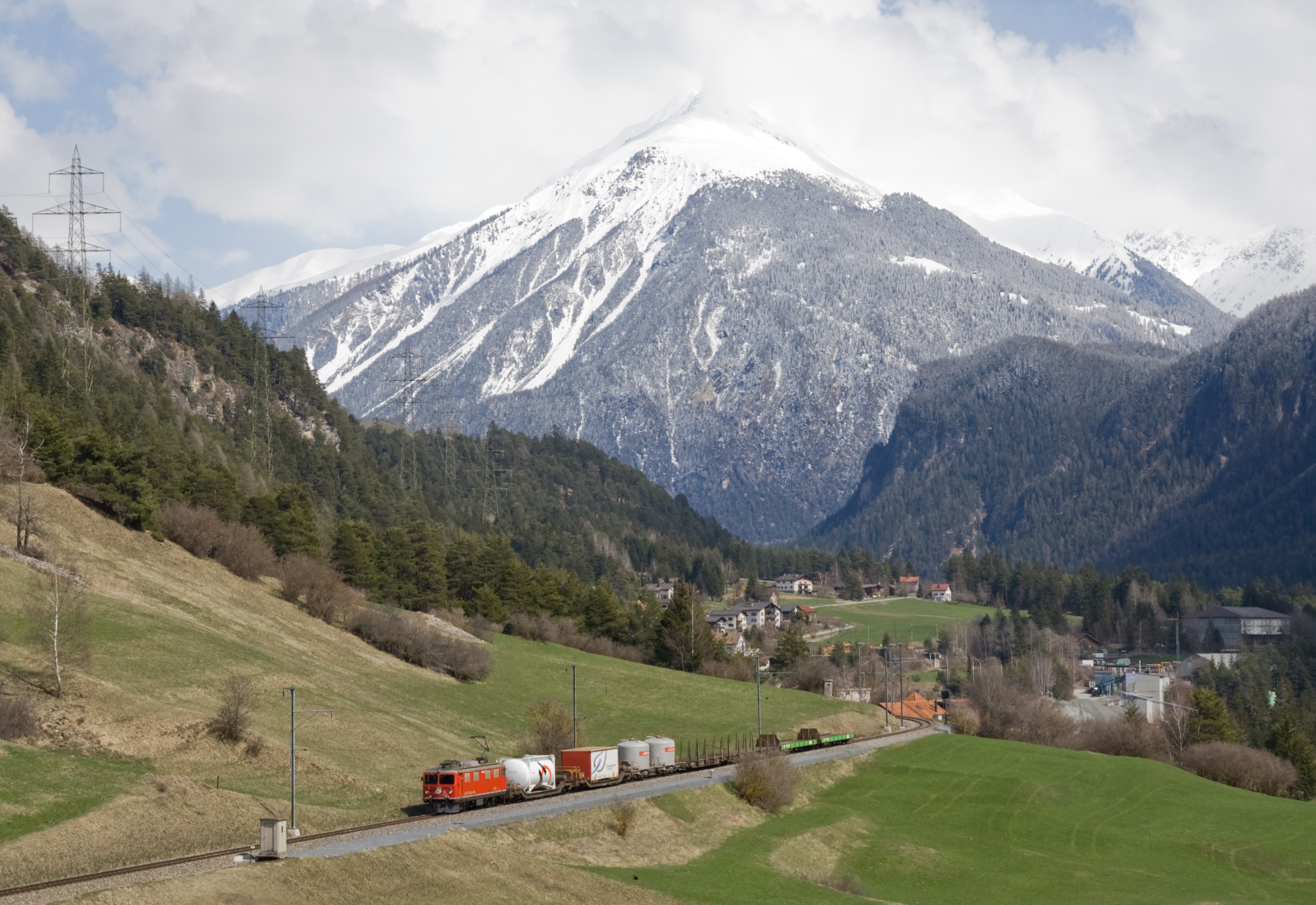
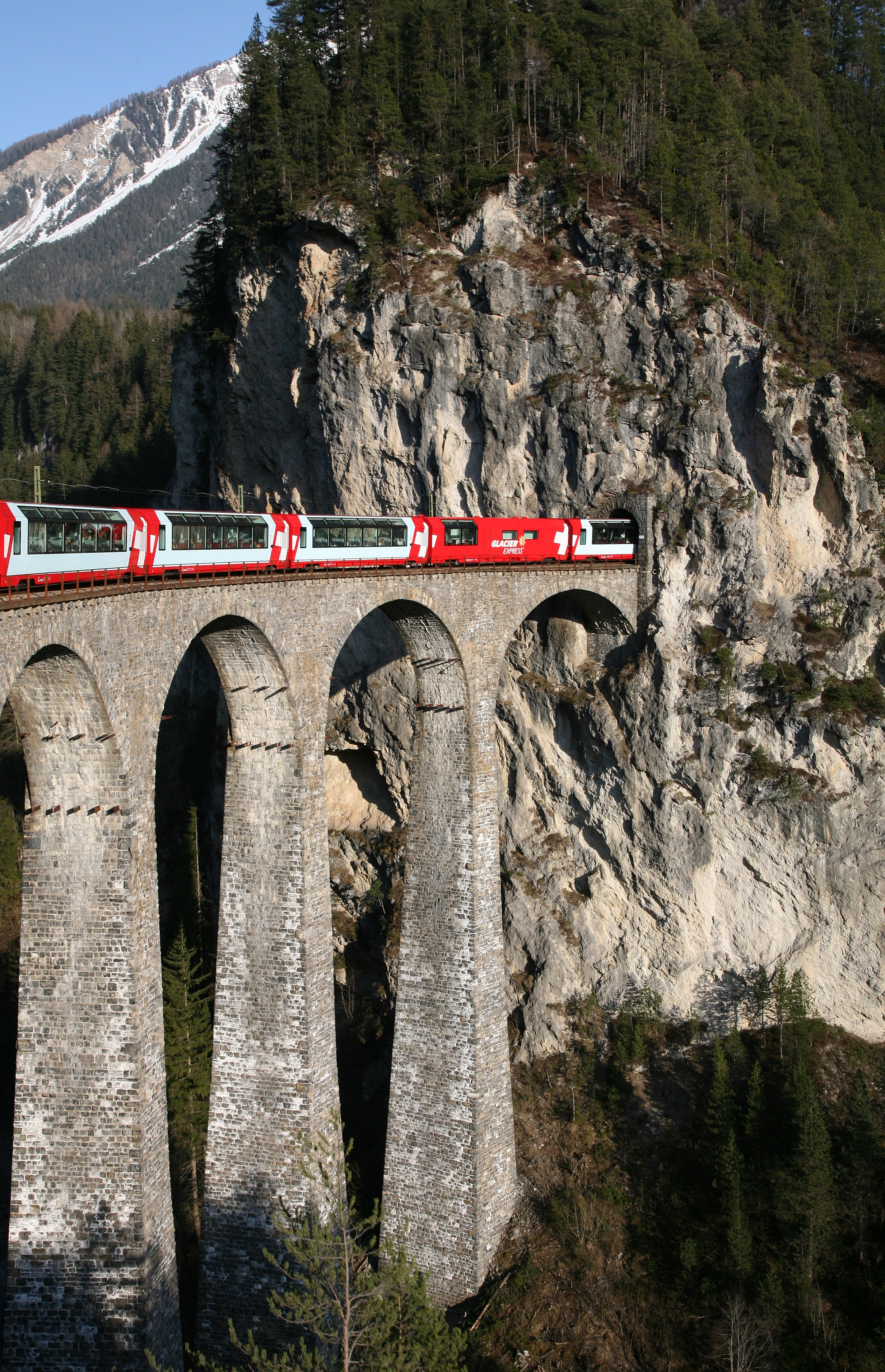
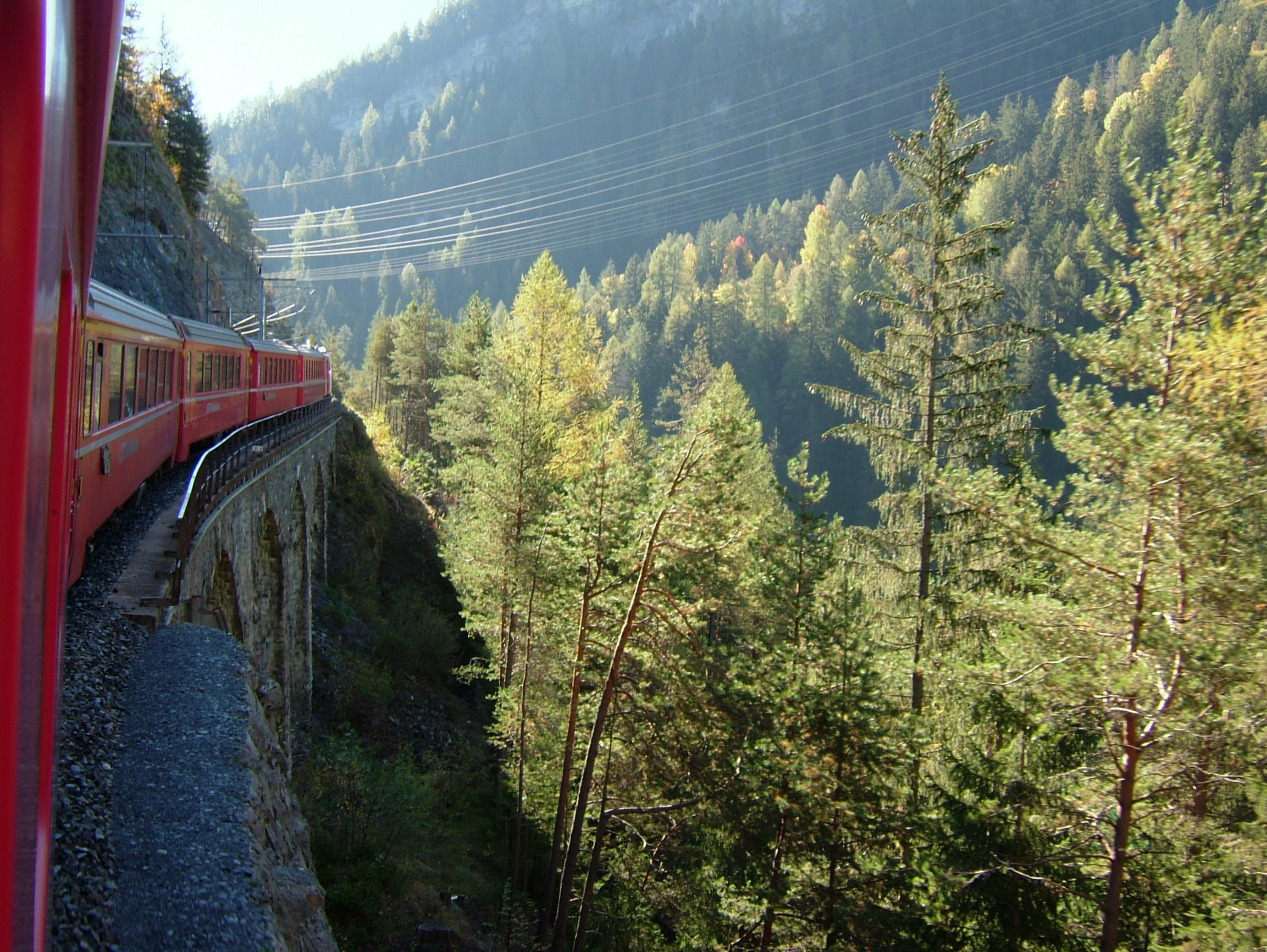